# Стихови Раванчанина II
Стихови Раванчанина II су дело средњовековне српске књижевности из XV века.
Раванчанина (II) открио је 1952 год. за време проучавања и снимања хиландарских рукописа Ђорђе Сп. Радојичић. Пронашао је наиме дотад непознату похвалу кнезу Лазару. Рукопис је на хартији, с воденим знацима из времена око 1460. год. При дну њене почетне стране записана је година Косовске битке. Забележен је и дан — уторак, и датум — 15. јуни.
Црвеним словима је исписан наслов похвале, у коме се каже да је 15. јуна „памет (помен) приснопоминајемаго (увек помињаног), благороднаго и благоч'стиваго Лазара, самодржца и кнеза всеје (све) србскије земље, и всех (свих) православних христијан в (у) благочастији от неч'стивих Агарен с њим скончавших се множство тисушт“. Затим долазе стихови. Обележени су скраћеницом сх, која је написана црвеним словима, јавља се пет пута и обележава строфе (почињу црвеним словом).
 Иза стихова је прозни текст, кратко житије, у коме се слави Лазарева „светла победа“. Она је „показана“ захваљујући молитвама Симеона Немање и Саве. „Злоч'стиваго онога амиру (цара Мурата) низложше (срушивши), победише и мрскују главу јего (његову) отсекоше“, али, и кнез Лазар доби „мученич'ски венац“ и с њим „и множ'ство благородних војих (ратника) јего“ (његових). Иза житија пише црвеним словима: „стихове (стихови). стих“, па се онда поново ређају стихови један иза другог. Поједини имају црвена почетна слова. Ту по свој прилици почињу строфе.
Ово житије, са стиховима испред и иза њега, састављено је после преноса Лазаревих моштију 1390/91. год., а пре почетка 1393. године, пре постанка списа Данила III (млађег), у коме се не говори о Лазаревој победи на Косову, већ се износи да су обе противничке стране „изнемогле“, па је тако „битка престала“.